# 曹蕤
曹 蕤（そう ずい、? - 233年）は、中国三国時代の魏の皇族。父は曹丕（文帝）。母は潘淑媛。異母兄は曹叡（明帝）。それ以外の兄弟順は不明。
黄初7年（226年）に陽平県王に封じられた（『三国志』明帝紀によると6月23日）。
太和6年（232年）に改封されて北海王となった。
青龍元年（233年）に死去し、北海悼王と諡された。
翌青龍2年（234年）、曹敏の子の曹賛が跡を継ぎ、昌郷侯となった。